# Fernand Blaise
Fernand Blaise (Bélgica, 7 de febrero de 1925) fue un futbolista belga. Se desempeñaba en posición de defensa. Desarrolló su carrera en el Standard Lieja.

## Selección nacional
Fue internacional con la Selección de fútbol de Bélgica en una ocasión en 1953.

## Clubes
| Club           | País    | Año         |
| -------------- | ------- | ----------- |
| Standard Lieja | Bélgica | 1943 - 1956 |

## Palmarés

### Campeonatos nacionales
| Título          | Club           | País    | Año  |
| --------------- | -------------- | ------- | ---- |
| Copa de Bélgica | Standard Lieja | Bélgica | 1954 |